# Eberhard Kunkel
Eberhard Kunkel (* 10. April 1931 in Limburg an der Lahn; † 12. Juli 2019 in Eltville am Rhein) war ein deutscher Comic-Krimiautor und Verleger.

## Biografie
Eberhard Kunkel studierte Anglistik und Psychologie und arbeitete nach seinem Studium als Psychologe.
Er war Autor der KrimiKarlromane. Dabei handelt es sich – wie bei der Comicserie – um Krimis vor dem historischen Hintergrund am Ende des 18. Jahrhunderts und der Koalitionskriege.
Kunkel starb im Juli 2019 im Alter von 88 Jahren in Eltville am Rhein.

## Bibliographie
- Karl-Krimis:
  - Karl – Der Tote zuwenig, 1997
  - Karl – Mord hat viele Kleider, 1997
  - Karl – Der Scharfrichter von Landau, 1997
  - Karl – Tote kennen keine Zeit, 1998
  - Karl – Würzburger Affäre, 2001
  - Karl – Von Trier bis zur Hölle, 2000
  - Karl – Das Grab im Plixholz, 2001
  - Karl – Das Geheimnis der Amselmühle, 2002

- Episoden aus dem Rheingau: Der Rheingauner:
  - Rheingau verpflichtet, 1997
  - Freiheit für den Riesling, 1998
  - Der letzte  Romantiker, 2001
  - Rheingauer Luft macht frei, 2003

- Karl (Comic)

Eberhard Kunkel schrieb die Texte zu den zwölf Comics Karl mit dem Helden Karl, die ebenfalls beim ak-Verlag erschienen sind. Ko-Autor dieser Comicserie war Patrick Kunkel.